# 2012年夏季奧林匹克運動會田徑女子800公尺比賽
2012年夏季奥林匹克运动会田徑比赛的女子800公尺项目于2012年8月8日至8月11日在倫敦倫敦奧林匹克體育場举行。

## 纪录
本次比赛之前，现有的世界和奥运会纪录如下：
| 世界紀錄   | 娅尔米拉·克拉托赫维洛娃（捷克斯洛伐克） | 1分53秒28 | 德國，慕尼黑   | 1983年7月26日 |
| 奧運會紀錄 | 娜杰日达·奥利扎连科（苏联）             | 1分53秒43 | 俄羅斯，莫斯科 | 1980年7月27日 |